# فتى الغرب المدلل (مسرحية)

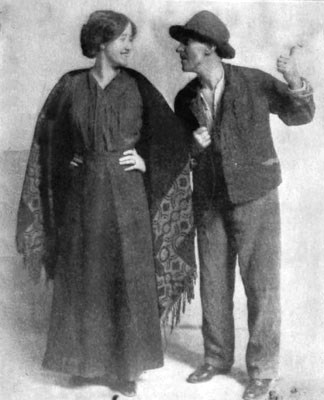
صورة من المسرحية التقطت في مسرح بليموث في بوسطن

فتى الغرب المدلل (بالإنجليزية: The Playboy of the Western World) هي مسرحية من ثلاثة فصول كتبها الكاتب المسرحي الأيرلندي جون ميلينغتون سينغ وتم عرضها لأول مرة في مسرح آبي في دبلن، 26 يناير 1907. تدور أحداثها في حانة ملحقة بمنزل مايكل جيمس فلاهيرتي الواقع في مقاطعة مايو (في الساحل الغربي لأيرلندا) خلال أوائل القرن العشرين. يحكي قصة كريستي ماهون، الشاب الذي هرب من مزرعته مدعيا أنه قتل والده.
اشتهرت المسرحية باستخدامها للغة شعرية مفعمة بالحيوية، يحتفل فيها سينغ بالخطاب الغنائي للأيرلنديين.

## الشخصيات
- كريستي ماهون: الرجل الذي يتفاخر بأنه قتل والده.

- مارغريت فلاهيرتي وتدعى بيجين مايك: ابنة مايكل والنادلة في الحانة.

- مايكل جيمس فلاهيرتي: صاحب الحانة.

- شون كيو: شاب يحب بيجين.

- أرملة كوين: أرملة في حوالي الثلاثين.

- ماهون الأب: والد كريستي.

- فيلي كولين وجيمي فاريل: مزارعان.

- سارة تانسي، سوزان برادي، أونور بليك، ونيللي: بنات القرية.

- بعض الفلاحين والمزارعين.

## قصة المسرحية
على الساحل الغربي لمقاطعة مايو  ، عثر كريستي ماهون على حانة فلاهيرتي. هناك يدعي أنه هارب لأنه قتل والده من خلال ضربه بالجاروف على رأسه. يمتدح فلاهيرتي كريستي لجرأته، وقعت ابنة فلاهيرتي (بيجين) في حب كريستي، مما أثار استياء محبها شون كيو. بسبب مهارة كريستي في رواية قصته، أصبح بطلا من نوع ما في المدينة. تنجذب إليه العديد من النساء الأخريات في القرية، بما في ذلك الأرملة كوين، التي تحاول دون جدوى إغواء كريستي بناءً على طلب شون. يثير كريستي إعجاب نساء القرية أيضًا بانتصاره في سباق الحمير، رغم مشاركته بأبطأها.
في النهاية، يتعقب والد كريستي ماهون -والذي كان قد أصيب فقط- ابنه إلى الحانة. عندما يدرك سكان المدينة أن والد كريستي على قيد الحياة، فإن الجميع، بما في ذلك بيجين، يتجنبون كريستي باعتباره كاذبًا وجبانًا. لاستعادة حب بيجين واحترام المدينة، هاجم كريستي والده مرة أخرى. يبدو هذه المرة أن ماهون الأب قد مات بالفعل، ولكن بدلاً من مدح كريستي، قام سكان البلدة، بقيادة بيجين، بتقييده واستعدوا لشنقه وذلك تجنبا لتوريطهم في جرائمه. يتم إنقاذ حياة كريستي عندما يزحف والده المخضب بدمائه، إلى مسرح الشنق، بعد أن نجا على الأرجح من الهجوم الثاني لابنه. يغادر كريستي ووالده بعد ذلك للتجول في العالم. بعد التصالح، يقترح شون أن يتزوج هو وبيجين قريبًا، لكنها ترفضه. تأسف بيجين لفقدانها كريستي قائلة: «لقد فقدت الفتى المدلل الوحيد في الغرب» 

## أعمال شغب
حدثت أعمال الشغب في يناير 1907 خلال وبعد العرض الأول للمسرحية. تم نسب أعمال الشغب للقوميين الأيرلنديين والجمهوريين الذين رأوا في المسرحية جريمة وإهانة لأيرلندا وللأخلاق العامة. وقعت أعمال الشغب في دبلن وتم إخمادها بعد ذلك من قبل الشرطة.